# Chapelle Robert
De Chapelle Robert of Chapelle Notre-Dame de Bon-Secours is een neogotische kapel in het Waals-Brabantse dorp Pécrot, toegewijd aan Onze-Lieve-Vrouw.

## Geschiedenis
De kapel is vernoemd naar haar oprichter Robert Tiri, intendant van de abdij van Florival. In 1701 werd hij aan de rand van het bos tussen Bossut en Florival overvallen door een onweer. Hij doorstond de angstige momenten onder een populier door te bidden tot Onze-Lieve-Vrouw van Goede Bijstand. Na afloop liet hij haar een kapel bouwen.
Het was bij deze kapel dat Napoleon Bonaparte in 1815 tijdens de Slag bij Waterloo de Pruisische voorhoede spotte onder Bülow. Hij meende dat het om de Sint-Lambertuskapel ging, zodat de Pruisen drie uren dichter waren dan hij zich realiseerde. 
De kapel werd herbouwd en vergroot in 1850-1860.
In 1999 viel een linde op het dak. De schade was hersteld voor het driehonderdjarig bestaan van de kapel in 2001.

## Beschrijving
De huidige kapel uit witgekalkte baksteen heeft een schip onder zadeldak en een iets smaller koor, afgesloten door een driezijdig chevet. Boven de spitsboogdeur is een oculus aangebracht. In de gevel zijn hergebruikte pinakels verwerkt en een gevelsteen uit de oorspronkelijke kapel:

FLORIVAL
CETTE CHAPELLE EST
DEDIEE A L'HONNEUR
DE NOTRE DAME DE
BON SECOUR PAR
ROBERT TIRI
L'AN 1701
De met een kruis bekroonde "H" boven deze tekst herinnert aan Madeleine van Hanewijck, abdis van Florival bij de oprichting.
Binnen herinnert een 18e-eeuws bas-reliëf aan de bescherming tijdens het onweer. Ook het altaar dateert uit die periode.
Een standbeeld stelt Onze-Lieve-Vrouw van het Heilig Hart voor. Het vervangt de oorspronkelijke Onze-Lieve-Vrouw van Goede Bijstand, een gepolychromeerd eikenhouten barokbeeld dat in 1974 gestolen is. Het toonde Maria terwijl ze het Jezuskind droeg en onder zich een duivelse slang en een maansikkel vertrapte, een typische voorstelling van de Onbevlekte Ontvangenis.